# Friederike Sailer
Friederike Sailer, geborene Schneider (* 20. Februar 1920 in Regensburg; † Juni 1994 in Stuttgart) war eine deutsche Opernsängerin (Sopran).

## Leben
Friederike Schneider wurde 1920 in eine musische Regensburger Familie hineingeboren. Sie besuchte ein nahes Mädchengymnasium und anschließend die Handelsschule in Ansbach, wollte danach aber Kindergärtnerin werden. Heirat und Mutterschaft kamen dem zuvor. Mit ihrem Mann und ihren beiden 1941 beziehungsweise 1944 geborenen Töchtern lebte Friederike Sailer seitdem in Ansbach. Ein Gast der Familie mit hoher Stellung im Theaterbetrieb bemerkte einmal zufällig das verborgene Gesangstalent der Hausherrin und veranlasste die Ausbildung ihrer Stimme. Von 1946 bis 1950 dauerte das Musikstudium als Privatausbildung. Erste Bühnenerfahrungen sammelte sie bei Auftritten in Kabaretts und in vereinzelten Operettenrollen. Entscheidend für ihren Karriereverlauf waren Aufnahmen von Opern-Arien im Nürnberger Studio des Bayerischen Rundfunks. Diesen verdankte sie 1951/1952 ein Engagement am Württembergischen Staatstheater bzw. an der Staatsoper Stuttgart, die für viele Jahre ihre Wirkungsstätte wurde, weshalb sie in den Stuttgarter Westen zog. 1954 und 1955 gastierte sie unter anderem als Marzelline im Fidelio mit ihrem Hausensemble an der Grand Opéra Paris. Als lyrischen Sopran lud man sie später auch an die Münchner Staatsoper und an andere namhafte Opern ein. 1956 und 1957 bereicherte sie das Musikprogramm der Bachwochen in ihrem vorherigen Wohnort Ansbach. Dazwischen sang sie bei den Schwetzinger Festspielen in der Uraufführung der Oper Der Revisor von Werner Egk. 1958 verkörperte sie bei den Festspielen von Glyndebourne das Gretchen in Lortzings Wildschütz, einer ihrer Lieblingsopern. Im Jahr darauf stand sie in der Zauberflöte als Erste Dame bei den Salzburger Festspielen auf der Bühne. Die Ruhrfestspiele in Recklinghausen wurden 1961 unter anderem mit ihren Liedvorträgen eröffnet. Zu feierlichen Anlässen brachte sie auch Oratorien zu Gehör. Bis Mai 1966, als sie noch einmal in einer Uraufführung (Neufassung Der Tod des Empedokles) bei den Schwetzinger Festspielen auftrat, hatte sie sich besonders durch breitenwirksame Einsätze bekannt gemacht. So war sie häufige Schallplatten-Duettpartnerin ihres Ensemblekollegen Fritz Wunderlich, hatte Termine beim Radio, wo sie bevorzugt Kunstlieder vortrug, und wurde 1961 im Fernseh-Musikfilm Die Schelminnen von Tankred Dorst besetzt. Außerdem hatte sie, 1963 zur Württembergischen Kammersängerin ernannt, einen Lehrauftrag für Gesang an der Staatlichen Hochschule für Musik und Darstellende Kunst in Stuttgart angenommen.
Dennoch ließ, altersbedingt, das Interesse an der Späteinsteigerin schlagartig nach, worunter sie so sehr litt, dass sie im Jahre 1967 einen Selbstmordversuch unternahm. Sie bat weiter verzweifelt um Partien, musste sich aber letztlich mit dem Karriereende abfinden. Geblieben sind Plattenaufnahmen auf Columbia (Bachkantaten), Erato (Kantaten von Zachow), MMS (Meermädchen im Oberon), Opera (Solo im Deutschen Requiem von Brahms), Nixa (in Händels Rodelinda), Memories (Kunigunde in Hans Sachs), Gala (Mitschnitt der Salzburger Zauberflöten-Aufführung 1959) sowie auf Ariola-Eurodisc (mit Fritz Wunderlich). Unten stehende Bach-Einspielung von 1956 (1958 veröffentlicht) mit Sailer und Wunderlich wurde von dem Franzosen Marcel Couraud, der seit 1954 den Stuttgarter Bach-Chor und das Stuttgarter Bachorchester leitete, mit ebendiesem Personal für Philips vorgenommen.
Friederike Sailer war katholisch, verwitwet und lebte in Gerlingen.

## Tondokumente (Auswahl)
- Johann Sebastian Bach: Magnificat in D-Dur, BWV 243/Kantate „Der Himmel lacht, die Erde jubilieret“, BWV 31/Oster-Oratorium, BWV 249. Friederike Sailer (Sopran), Margarethe Bence (Alt), Fritz Wunderlich (Tenor), August Messthaler (Bass), Stuttgarter Bach-Chor & Stuttgarter Bachorchester mit Marcel Couraud (Dirigent). Philips, 1958 (CD-Veröffentlichung bei Universal Music Entertainment, 2007).
- Wolfgang Amadeus Mozart: La clemenza di Tito. Oper in 2 Akten. Gesamtaufnahme in italienischer Sprache. Albert Weikenmeier (Titus), Käthe Nentwig (Vitellia). Hetty Plümacher (Sextus), Margot Mangold (Annius), Friederike Sailer (Servilla), Die Schwäbische Chorvereinigung, Das Stuttgarter Tonstudio Orchester, Gustav Lund (Dirigent). Aufn.: Stuttgart, 1951, Line Music, 2011 (2 CDs).
- Johann Sebastian Bach: Weihnachtsoratorium I – III, BWV 248. Fritz Wunderlich (Evangelista), Friederike Sailer (Sopran), Erika Winkler (Alt), Hannes Swedberg (Bass), Stuttgarter Hymnus-Chorknaben, Süddeutscher Rundfunk Sinfonieorchester, August Langenbeck (Dirigent). Profil Medien, 2008 (2 CDs).
- Carl Maria von Weber: Oberon. Romantische Oper in 3 Akten. Franz Fehringer (Oberon), Hanne Münch (Fatima), Paula de Leeuwe-Bauer (Puck), Friederike Sailer (Meermädchen), Karl Liebl (Hüon von Bordeaux), Helene Bader (Rezia), Robert Titze (Scherasmin), Süddeutscher Rundfunk Chor & Sinfonieorchester, Hans Müller-Kray (Dirigent). Line Music, 2007 (2 CDs).
- Albert Lortzing: Hans Sachs. Oper in 3 Akten. Karl Schmitt-Walter (Hans Sachs), Max Kohl (Bürgermeister Steffen), Friederike Sailer (Kunigunde), Margot Weindl (Cordula), Karl Mikorey (Görg), Hermann Guttendobler (Merker), Richard Wölker (Ratsherr Eoban), Heinz Breitschaft (Ratsherr), Nürnberger Singgemeinschaft, Fränkisches Landesorchester, Max Loy (Dirigent). Line Music, 2004 (2 CDs).
- Lieder und Duette. Fritz Wunderlich (Tenor), Friederike Sailer (Sopran), Rolf Reinhardt (Klavier). Ariola-Eurodisc, 1979 (LP).